# Choriolaus
Choriolaus is een kevergeslacht uit de familie van de boktorren (Cerambycidae). De wetenschappelijke naam van het geslacht werd voor het eerst geldig gepubliceerd in 1885 door Bates.

## Soorten
Choriolaus omvat de volgende soorten:
- Choriolaus aegrotus Bates, 1885
- Choriolaus auratus Giesbert & Wappes, 2000
- Choriolaus celestae (Chemsak & Linsley, 1974)
- Choriolaus derhami Chemsak & Linsley, 1976
- Choriolaus filicornis (Linsley & Chemsak, 1971)
- Choriolaus flavirostris (Bates, 1880)
- Choriolaus fulveolus (Bates, 1885)
- Choriolaus gracilis (Chemsak & Linsley, 1974)
- Choriolaus hirsutus (Bates, 1885)
- Choriolaus howdeni Giesbert & Wappes, 2000
- Choriolaus latescens Bates, 1885
- Choriolaus nigripennis Giesbert & Wappes, 2000
- Choriolaus ruficollis (Pascoe, 1866)
- Choriolaus sabinoensis (Knull, 1954)
- Choriolaus sulcipennis Linsley, 1970
- Choriolaus suturalis Giesbert & Wappes, 2000